# Евгения Вълчева
Евгения Петрова Вълчева е български учен физик, професор и доктор на физическите науки към катедрата „Физика на твърдото тяло и микроелектроника“ и заместник-декан на Физическия факултет на Софийския университет „Климент Охридски“. Съавтор е на общо 13 статии с двама (Акасаки и Амано) от тримата Нобелови лауреати по физика за 2014 г. Исаму Акасаки, Шуджи Накамура и Хироши Амано в областта на сините светодиоди – нов енергоспестяващ и екологичен източник на светлина. Участва в научен екип от Швеция, в който взимат участие и други български физици, който осъществява сътрудничеството с двамата японски учени и провежда многобройни изследвания с нитриди - полупроводникови материали и техни тройни съединения и квантоворазмерни структури – квантови ями и свръхрешетки.
Темата на докторската ѝ дисертация е „Хетероинтерфейси в III – нитридни структури с голямо решетъчно несъответствие“. Автор и съавтор е на повече от 120 научни публикации и доклади на различни научни конференции и е преподавател в Софийския университет.
Тя е и заместник-председател на Съюза на физиците в България.